# Айда Аксель
Айда Аксель (тур. Ayda Aksel; нар. 31 жовтня 1962, Стамбул, Туреччина) — турецька акторка. Українській аудиторії відома за роллю Азізе Асланбей у серіалі «Вітер кохання».

## Життєпис
У початковій школі захоплювалася балетом та грою на віолончелі. Вивчала театральне мистецтво в Університеті Мімара Сінана. 
15 років працювала у директораті державного театру. Також працювала у театрі Садрі Алишика.
Викладала уроки акторської майстерності на курсах «Diyalog».
З 15-річного віку знімалася у рекламних роликах.
Першим проєктом на телебаченні став мінісеріал «Звільнення» (1994), де вона виконала роль Халіде Едіп Ханим. 1999 року удостоїлася нагороди Міжнародного кінофестивалю в Анкарі за роль Нур у картині «Божевілля дипломатії» (1998).
Ролі Гулер у комедії «Іспит» (2006), Інчі у мелодрамі «Кохання любить випадковості» (2011) та Азізе Асланбей у серіалі «Вітер кохання» стали найпопулярнішими ролями в кар'єрі акторки.
Акторка знялася у серіалі «Петля» з Ібрагімом Челікколем, зіграла лиходійку у серіалі «Пойраз Караль». Також знялася у відомих проєктах «Брехлива весна», «Запам'ятай, коханий», «Та, що розбиває серця».

## Особисте життя
30 липня 1984 року одружилася з інженером Халюком Семі Юнгюлем. У 1986 народила дочку Лейлу Юнгюль. 1993 року розлучилася.
У 1995 році одружилася з електротехніком Атіллою Акінджіоглу. 1999 року народила сина Ефе Акінджіоглу. 2010 року чоловік помер від серцевої недостатності. У цей час вона знімалася в серіалі «Та що розбиває серця», знімальна команда прийшла на похорон, щоб підтримати акторку.

## Фільмографія
Фільми
• Mucize 2: Aşk (Диво 2: Любов) — 2019
• Hayat Öpücüğü (Поцілунок життя) — 2015
• Mandıra Filozofu (Молочний Філософ) — 2014
• Aşk Kırmızı (Червона любов) — 2013
• Behzat Ç. Seni Kalbime Gömdüm (Бехзат Ч. Я поховав тебе в серці) — 2011
• Bir Avuç Deniz (Жменька моря) — 2011
• Aşk Tesadüfleri Sever (Кохання любить випадковості) — 2011
• Kars Öyküleri (Карські історії) — 2010
• Sınav (Іспит) — 2006
• Halk Düşmanı (Громадський ворог) — 2004
• Kaçıklık Diploması (Диплом божевілля) — 1998
• Cumhuriyet (Республіка) — 1998
• Bir Erkeğin Anatomisi (Анатомія людини) — 1996
Ролі у серіалах
•  Aile (Сім'я) — 2023- (Nedret)
• Gülcemal (Гюльджемаль) — 2023- (Zafer Pehlivan)
• Baba (Батько) — 2022 (Fazilet Saruhanlı)
• Hercai (Вітер кохання) — 2019—2021 (Azize Aslanbey)
• Gülperi (Гюльпері) — 2018 (Ayten)
• Dudullu Postası — 2018 (Emine)
• Tutsak (В'язень)- 2017 (Leman Gürhan)
• Poyraz Karayel (Пойраз Караель) — 2016—2017 (Nevra Saygıner)
• Kördüğüm (Із зав'язаними очима)- 2016
• Zengin Kız Fakir Oğlan — 2012—2015 (Serpil Yılmaz)
• Yalancı Bahar (Фальшива весна) — 2011
• Gönülçelen — 2010—2011
• Esir Kalpler (Полонені серця) — 2006
• Hatırla Sevgili — 2006 (Selma Gürsoy)
• Adı Aşk Olsun (Нехай це зветься коханням) — 2004
• Kıvılcım (Іскра) — 1999
• Kurtuluş (Незалежність)- 1994 (Halide Edib)
• Yıldızlar Gece Büyür (Зорі ростуть вночі) — 1991
• Yaprak Dökümü (Листопад) — 1988
• Üç İstanbul (Три Стамбули) — 1983 (Belkıs)

## Театральні ролі
- Ангел на моєму плечі: Стефан Леві — Стамбульський державний театр — 2007

- Ярим Бардак Су: Тарік Гінерсель — Стамбульський державний театр — 2004

- Мертвий винен: Річард Гарріс — Стамбульський державний театр — 2002

- Приватне життя: Ноель Ковард — Стамбульський державний театр — 2000

- Karşı Penceredeki Kadın: Yavuz Özkan — Sadri Alışık Theatre — 1998

- Ben Anadolu: Güngör Dilmen — Стамбульський державний театр — 1997

- Виходу немає: Жан-Поль Сартр — Стамбульський державний театр — 1993

- Сім жінок: Барбара Шоттенфельд — Стамбульський державний театр — 1992

- Буря: Вільям Шекспір - Стамбульський державний театр — 1991

- Ідіот: Федір Достоєвський\Саймон Ґрей — Стамбульський державний театр — 1990

- Yangın Yerinde Orkideler: Memet Baydur — Стамбульський державний театр — 1989

- Тохум ве Топрак: Орхан Асена — Стамбульський державний театр — 1986

- Носоріг: Ежен Йонеско — Стамбульський державний театр — 1986

- Макбет: Вільям Шекспір - Стамбульський державний театр — 1986

- Ah Şu Gençler: Turgut Özakman — Стамбульський державний театр — 1985

- Хороший лікар: Ніл Саймон — Стамбульський державний театр — 1984

- Düşüş : Nahid Sırrı Örik\Kemal Bekir — Стамбульський державний театр — 1984

- İstanbul Efendisi: Musahipzade Celal — Стамбульський державний театр — 1983

- Yoklar Dağındaki Kar: Mümtaz Zeki Taşkın — Стамбульський державний театр — 1981

- Троянська війна не відбудеться: Жан Жіроду — Стамбульський державний театр — 1980

## Нагороди
- 16th Sadri Alışık Awards: найкраща акторка другого плану
- Afife Theatre Awards: Найкраща жіноча роль у мюзиклі або комедії — Ангел на моєму плечі — 2007
- Lions Theatre Awards: Найуспішніша акторка — Ангел на моєму плечі — 2007
- Премія Стамбульського технічного університету: Найуспішніша акторка — Ангел на моєму плечі — 2007
- İsmet Küntay Awards: Найкраща акторка — Ярим Бардак Су — 2004
- Afife Theatre Awards: Найкраща акторка — 2003
- 11-й кінофестиваль в Анкарі: Найкраща жіноча роль — Дипломи Kaçıklık — 1999
- 10-та церемонія вручення премії Орхана Арибурну: Найкраща жіноча роль — Дипломи Kaçıklık — 1999